# بشاق شهر
بشاق شهر (بالتركية: Başakşehir)‏، هي إحدى مديريات المستوى الثاني في مدينة اسطنبول الكبرى بتركيا، من أصل 39 مديرية. بلغ عدد سكان بشاق شهر 469.924 نسمة اعتبارًا من عام 2020م،  وهي تقع في الجزء الأوروبي من إسطنبول.
بشاق شهر هي أحد أكثر المناطق التي يفضلها الأجانب في تركيا وهي تستقبل هجرة مكثفة. نسبة الأشخاص الذين يتحدثون العربية والروسية والإنجليزية والفرنسية مرتفعة. هناك العديد من المتحدثين بالعربية والفرنسية والإنجليزية بسبب الهجرة من الشرق الأوسط وأفريقيا، أما الروسية فيتكلم بها عمومًا الشعوب التي هاجرت من روسيا، وأتراك آسيا الوسطى. وبسبب كثرة السكان العرب، توجد مدارس خاصة للعرب في المنطقة.

## المحليات التابعة
في عام 2008م فُصلت مديرية بشاق شهر عن مديريات: كوچك چكمجة (بالتركية: Küçükçekmece)‏ و إيسينلار (بالتركية: Esenler)‏ وبيوك چكمجة (بالتركية: Büyükçekmece)‏.  وتم إنشاء مديرية بشاق شهر عن طريق دمج المحلات والقُرى والبلديات التالية:
1. «آلتون شهر» (بالتركية: Altınşehir)‏.
2. «باغجه شهر» القسم الأول (بالتركية: Bahçeşehir 1. Kısım)‏.
3. «باغجه شهر» القسم الثاني (بالتركية: Bahçeşehir 2. Kısım)‏.
4. «بشاق» (بالتركية: Başak)‏.
5. «بشاق شهر» (بالتركية: Başakşehir)‏.
6. «كوكرجن تبه» (بالتركية: Güvercintepe mahallesi)‏.
7. «إيكي تللّي أو سيه بيه» (بالتركية: İkitelli OSB)‏.
8. «قايا باشي» (بالتركية: Kayabaşı köyü)‏.
9. «شاهين تپة» (بالتركية: Şahintepe mahallesi)‏.
10. «شاملار» (بالتركية: Ziya Gökalp)‏.
11. «ضياء غوك ألپ» (بالتركية: Başakşehir)‏.

## الموقع
إسطنبول هي واحدة من 30 بلدية كبرى في تركيا يقع بداخلها أكثر من بلدية أصغر داخل حدود نفس المدينة. يقع سد «سازلديري» (بالتركية: Sazlıdere Barajı)‏ في الشمال الغربي وبحر مرمرة في الجنوب.
تقع بشاق شهر في الجزء الأوروبي (الروملي) من مدينة اسطنبول وإحداثياتها 41°05′N 28°49′E / 41.083°N 28.817°E، ويحيط بها مديريات أخرى من المستوى الثاني في إسطنبول، مثل: 
- أرناڤوت كوي (بالتركية: Arnavutköy)‏، في الشمال من بشاق شهر.
- أيوب سلطان (بالتركية: Eyüp)‏، في الشمال الشرقي من بشاق شهر.
- سلطان غازي (بالتركية: Sultangazi)‏، في الشمال الشرقي من بشاق شهر.
- إيسينلار (بالتركية: Esenler)‏، في الشرق من بشاق شهر.
- باغتشيلار (بالتركية: Bağcılar)‏، في الجنوب من بشاق شهر.
- كوجك جكمجة (بالتركية: Küçükçekmece)‏، في الجنوب من بشاق شهر.
- آڤجيلار (بالتركية: Avcılar)‏، في الجنوب من بشاق شهر.
- اسنيورت (بالتركية: Esenyurt)‏، في الغرب من بشاق شهر.

## التاريخ
الاسم السابق للمنطقة كان «أزاتليك» (بالتركية: Azatlık)‏ ومعناه «تنزّه». كانت المنطقة متخصصة في توفير البارود للجيش العثماني، وفي وقت لاحق تم إنشاء مزرعة في مكان «أزاتليك»، وكانت المزرعة تعرف باسم مزرعة رسنيلي (بالتركية: Resneli)‏ وذلك نسبة إلى أحمد نيازي بك الذي كان ضابطاً عسكرياً من مدينة رسنه، بمقدونيا والتي كانت آنذاك جزءًا من الدولة العثمانية. كان أحمد نيازي بك أحد أفراد ثورة تركيا الفتاة في عام 1908م، والتي مهدت فيما بعد لسقوط الدولة العثمانية.
حتى عام 2009م، كان معظم بشاق شهر حي من أحياء كوچك چكمجة (بالتركية: Küçükçekmece)‏، ثم تم إعلان بشاق شهر مديرية.

## الجغرافيا والغطاء النباتي
الجزء الشمالي من بشاق شهر غابات، أما الكساء الخضري المتبقي فيتكون من السهوب والشجيرات.
«سازليديري» (بالتركية: Sultangazi)‏ هو نهر صغير يقع على الجانب الأوروبي من إسطنبول، ويقع في حوض «أرناڤوت كوي» (بالتركية: Arnavutköy)‏ في مديرية «ساليز بوسنة» ويصب في بحيرة كوچك چكمجة (بالتركية: Küçükçekmece)‏. التنوع النباتي في وادي «سازليديري» عالي جدا في تنوعه.
يتولد تيار ماء «سازليديري» وجَدْوَل ماء «أياماما» (بالتركية: Ayamama)‏ في منطقة بشاق شهر، ويخرج منهما نُهَيْر «إسبرطه كولي» (بالتركية: Ispartakule)‏. 

## خدمات التعليم

### المؤسسات التعليمية الحكومية
المؤسسات التعليمية الحكومية التي تعمل في المنطقة:
- 1 مدرسة ثانوية عامة (ثانوية عادية).
- 4 مدارس ثانوية أناضول.
- 2 مدرسة ثانوية إمام خطيب.
- 1 مدرسة ثانوية متعددة البرنامج وبها أيضا 6 وحدات تعليم مهني وتقني، بمجموع 14 مدرسة ثانوية.
- 21 مدرسة ابتدائية.
- 18 المدرسة إعدادية.
- مدرستان إمام خطيب إعدادية.
- 5 رياض أطفال (معهد تعليم قبل المدرسي).
- مركز الإرشاد والبحوث.
- مركز التعليم العام.
- مركز التدريب المهني. [12]

### المؤسسات التعليمية الخاصة
المؤسسات التعليمية الخاصة العاملة بموجب القانون رقم 5580 بشأن مؤسسات التعليم الخاص:
- 1 ثانوية الأناضول العليا للفنون الجميلة والرياضة.
- 1 مدرسة الأناضول الثانوية المهنية للإعلام.
- 2 مدرسة خاصة الأناضول الثانوية المهنية للصحة.
- 3 مدارس ثانوية مهنية خاصة.
- 10 مدارس ثانوية الأناضول.
- 2 ثانوية فن.
- 1 ثانوية للعلوم والتكنولوجيا.
- 1 صف إعداد دراسي خاص ثانوية الأناضول، بإجمالي 21 مدرسة ثانوية خاصة.
- 12 مدرسة تركية ابتدائية خاصة.
- 10 مدارس تركية ثانوية خاصة.
- 55 مؤسسة خاصة للتعليم قبل المدرسي التركي (رياض الأطفال).
- 10 مسارات تخصصات متنوعة.
- 28 دار تدريس خاصة.
- 14 دورة خاصة لتعليم سائقي السيارات.
- 10 مراكز للتعليم الطلابي الخاص.
- 7 مراكز خاصة للتأهيل وإعادة التأهيل.
- 5 عنابر نوم خاصة للطلاب. [12]

## الخدمات الصحية
يوجد في بشاق شهر بمنطقة «المرحلة الرابعة» (4. Etap) مستشفى حكومي واحد،  و 6 مراكز صحية موزعة في جميع الأنحاء. 

## الخصائص الاجتماعية والثقافية
عن الحياة الاجتماعية في بشاق شهر:
- يوجد وادي «سولار» (بالتركية: Sular)‏ والبحيرة الاصطناعية وما حولها. البحيرة الاصطناعية في بشاق شهر هي أكبر بحيرة اصطناعية في تركيا. [15]
- يقع ملعب أتاتورك الأولمبي ملعب فاتح تريم في بشاق شهر. [16] [17]
- تقوم «إدارة التنمية السكنية» TOKI (بالتركية: Toplu Konut İdaresi Başkanlığı)‏ بتخطيط وتطوير أكبر مشروع إسكان في تركيا لحوالي 65000 وحد سكنية داخل حدود بشاق شهر. [18]

### الانتخابات المحلية
بحسب آخر انتخابات للمحليات، تم انتخاب رئيس بلدية باشك شهير من حزب العدالة والتنمية. 
| عام    | رئيس البلدية                  | حزب                  | معدل التصويت |
| 2009   | مولود أويسال Mevlüt Uysal     | حزب العدالة والتنمية | 38.69٪       |
| 2014 * | مولود أويسال Mevlüt Uysal     | حزب العدالة والتنمية | 50.12٪       |
| 2019   | ياسين كارتوغلو Yasin Kartoğlu | حزب العدالة والتنمية | 54.75٪       |

- * استقال «مولود أويسال» عام 2017م وسلم مهامه إلى ياسين «كارتوغلو».

### تعداد السكان
| سنة التعداد | المجموع | مدينة   | ريف            |
| ----------- | ------- | ------- | -------------- |
| 2008        | 207.542 | 205.860 | 1.682          |
| 2009        | 226.387 | 224.055 | 2.332          |
| 2010        | 248.467 | 245.019 | 3.448          |
| 2011        | 284.488 | 280.385 | 4.103          |
| 2012        | 316.176 | 311.095 | 5.081          |
| 2013        | 333.047 | 333.047 | لا توجد بيانات |
| 2014        | 342.422 | 342.422 | لا توجد بيانات |
| 2015        | 353.311 | 353.311 | لا توجد بيانات |
| 2016        | 369.810 | 396.729 | لا توجد بيانات |
| 2017        | 396.729 | 396.729 | لا توجد بيانات |
| 2018        | 427.835 | 427.835 | لا توجد بيانات |
| 2019        | 460.259 | 460.259 | لا توجد بيانات |
| 2020        | 469.924 | 469.924 | لا توجد بيانات |

| المنطقة               | عدد السكان  |
| --------------------- | ----------- |
| Altınşehir            | 13.218      |
| Bahçeşehir – 1. Teil  | 15.189      |
| Bahçeşehir – 2. Teil  | 35.467      |
| Başak                 | 68.585      |
| Başakşehir            | 46.068      |
| Güvercintepe          | 49.334      |
| Altınşehir            | 13.218      |
| İkitelli OSB          | أُضيفت قريباً |
| Şahintepe             | 36.388      |
| Şamlar Köyü           | 1.455       |
| Ziya Gökalp           | 19.249      |
| المجموع (تعداد: 2014) | 342.422     |

## النقل

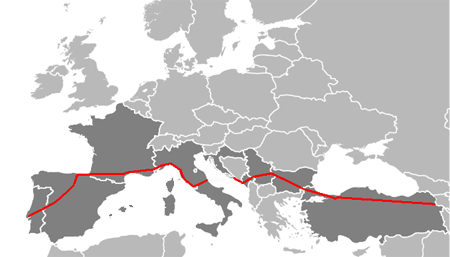
طريق أوروبا السريع "إي 80"European route E80

يتم النقل إلى بشاق شهر عبر «الطريق السريع الأوروبي» TEM (بالإنجليزية: Trans-European Motorway)‏ والسكك الحديدية، كما توجد أيضا خدمات النقل بالحافلات إلى المنطقة.
يبدأ طريق أوروبا السريع ( Otoyol 3  European route E80) عند حي «محمود باي» (بالتركية: Mahmutbey)‏ في بشاق شهر، ويمر عبر المديرية في الاتجاه الغربي إلى مدينة أدرنة.
يتم النقل بالسكك الحديدية عن طريق محطة القطار الكائنة في «إسبرطه كولي» (بالتركية: Ispartakule)‏.
في 7 يوليو 2013م تم افتتاح خط مترو M3 «كيرازلي-بشاق شهر-أوليمبيات كوي» (M3 Kirazlı-Başakşehir-Olimpiyatköy) الذي يصل إلى ملعب أتاتورك الأولمبي و«المرحلة الخامسة، أو: متروكنت» (5. Etap Metrokent). بفضل هذا الخط المتكامل مع أنظمة السكك الحديدية الأخرى أصبح النقل ممكناً من بشاق شهر في الجزء الأوروبي من إسطنبول إلى كارتال في الجزء الآسيوي من إسطنبول، بفضل أنظمة السكك الحديدية.

## المباني البارزة في بشاق شهر
- ملعب أتاتورك الأولمبي.
- ملعب فاتح تريم ببشاق شهر.

## معرض الصور

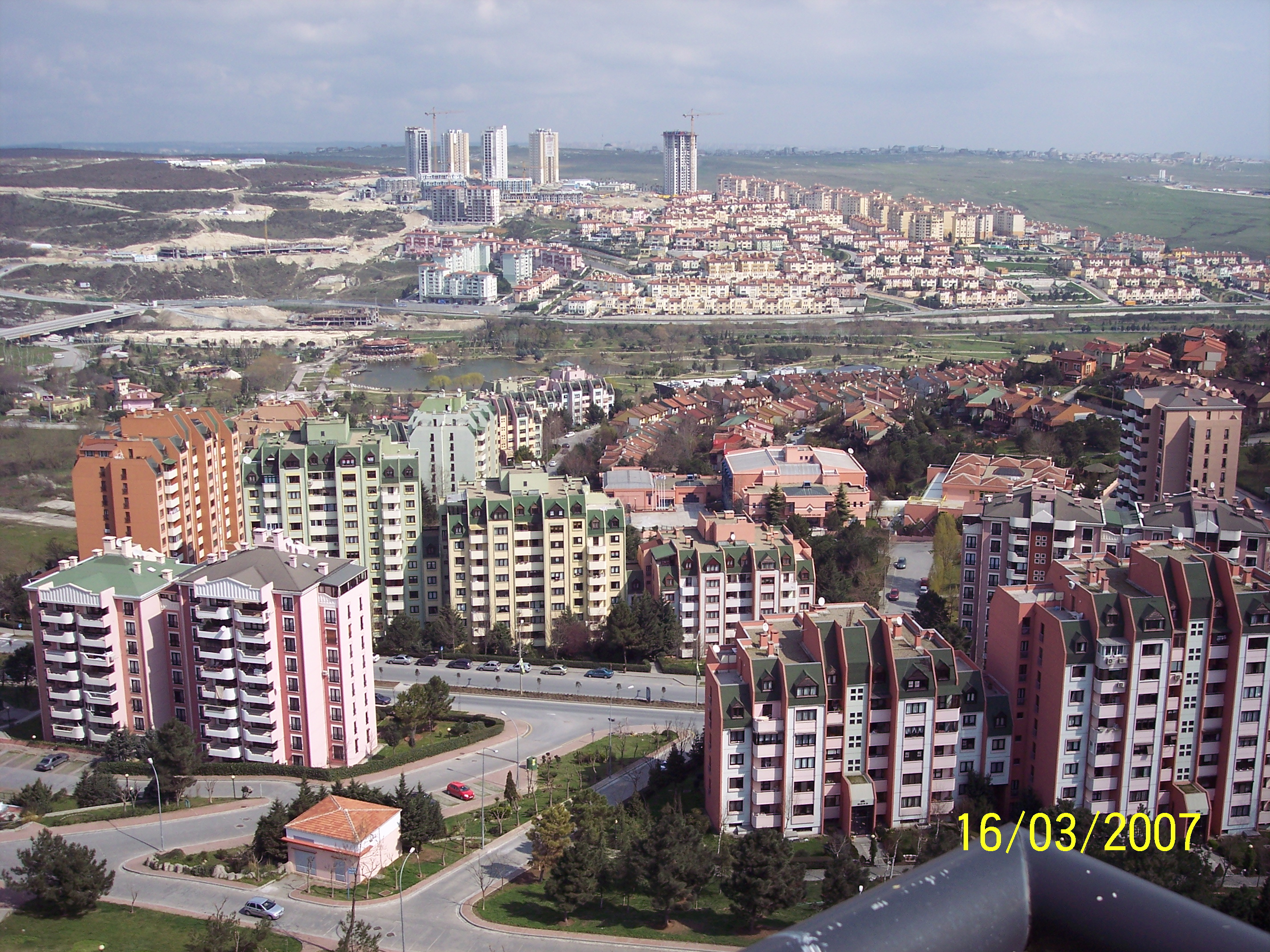
صورة عامة قديمة لبشاق شهر عام 2007م قبل أن تصبح مديرية من المستوى الثاني.
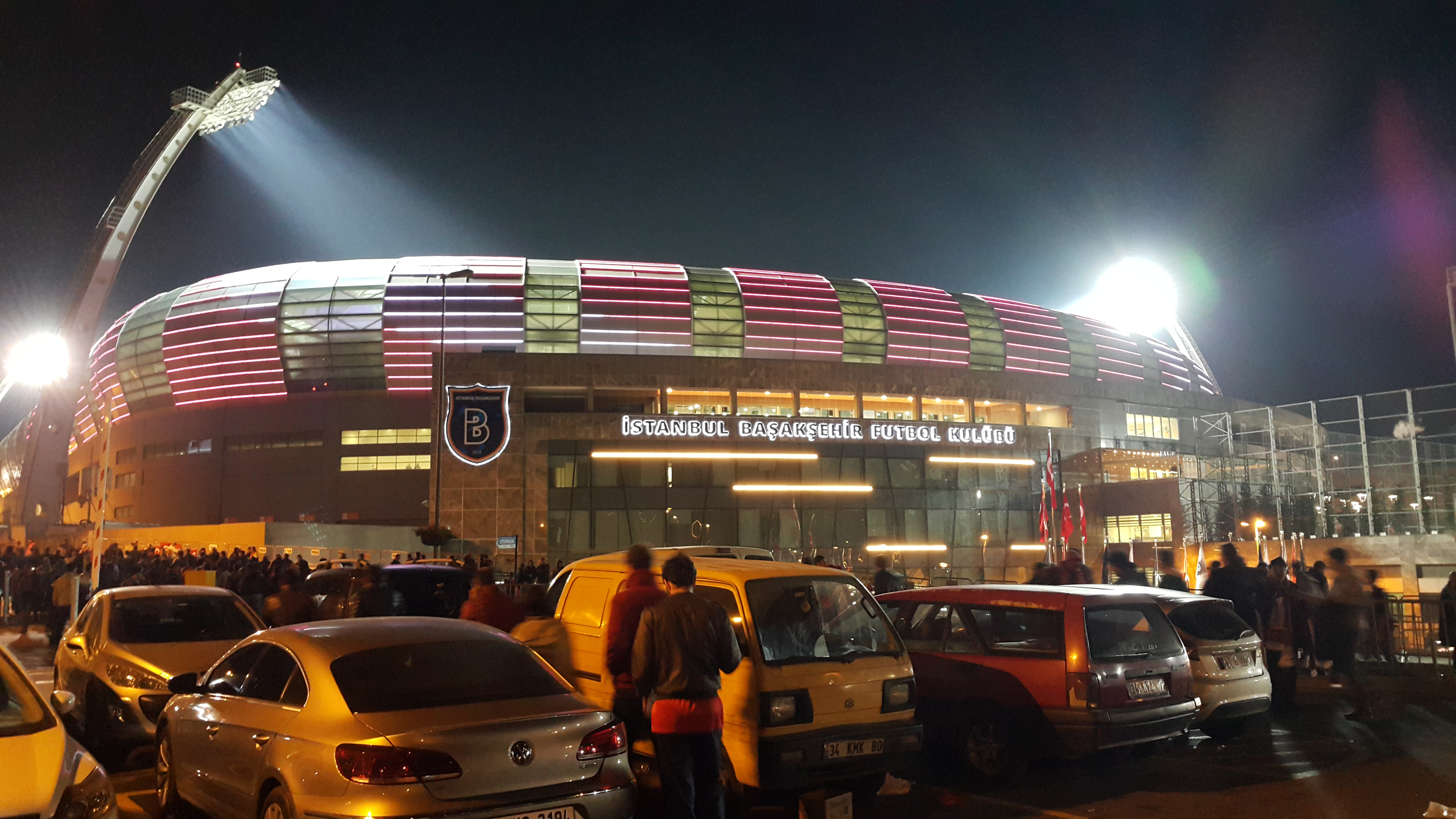
ملعب فاتح تريم في بشاق شهر.
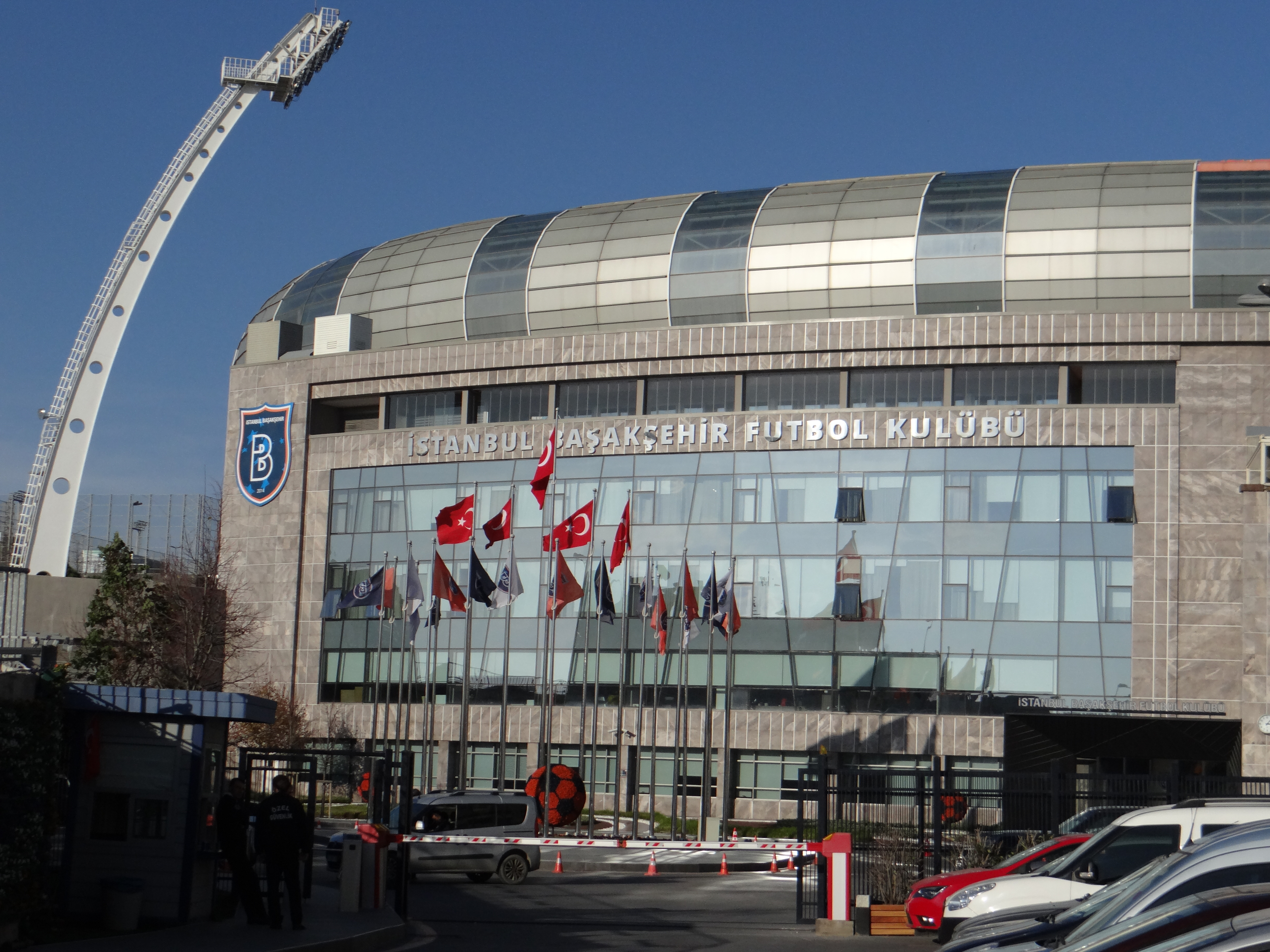
ملعب فاتح تريم في بشاق شهر.
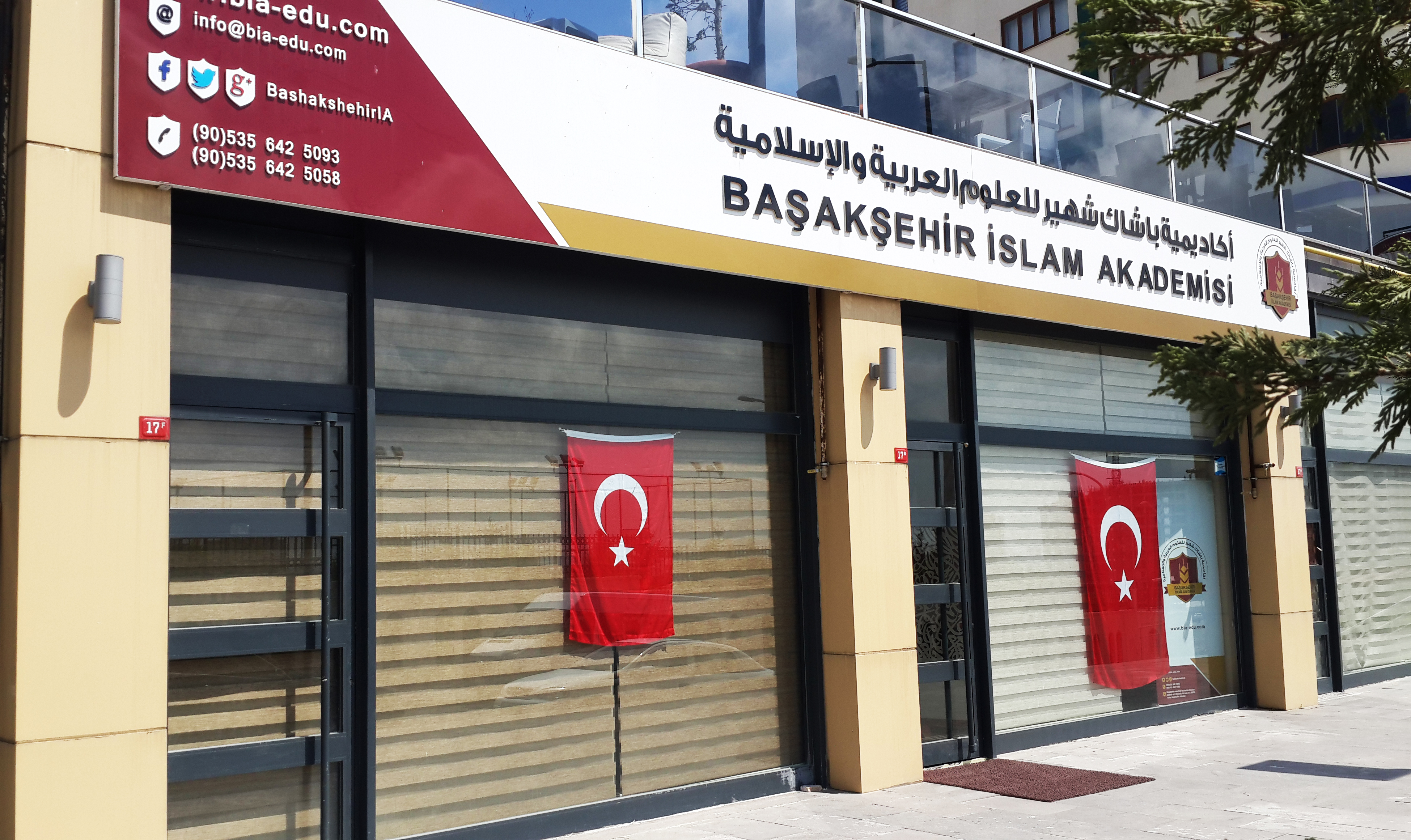
أكاديمية بشاق شهر للعلوم العربية والإسلامية.
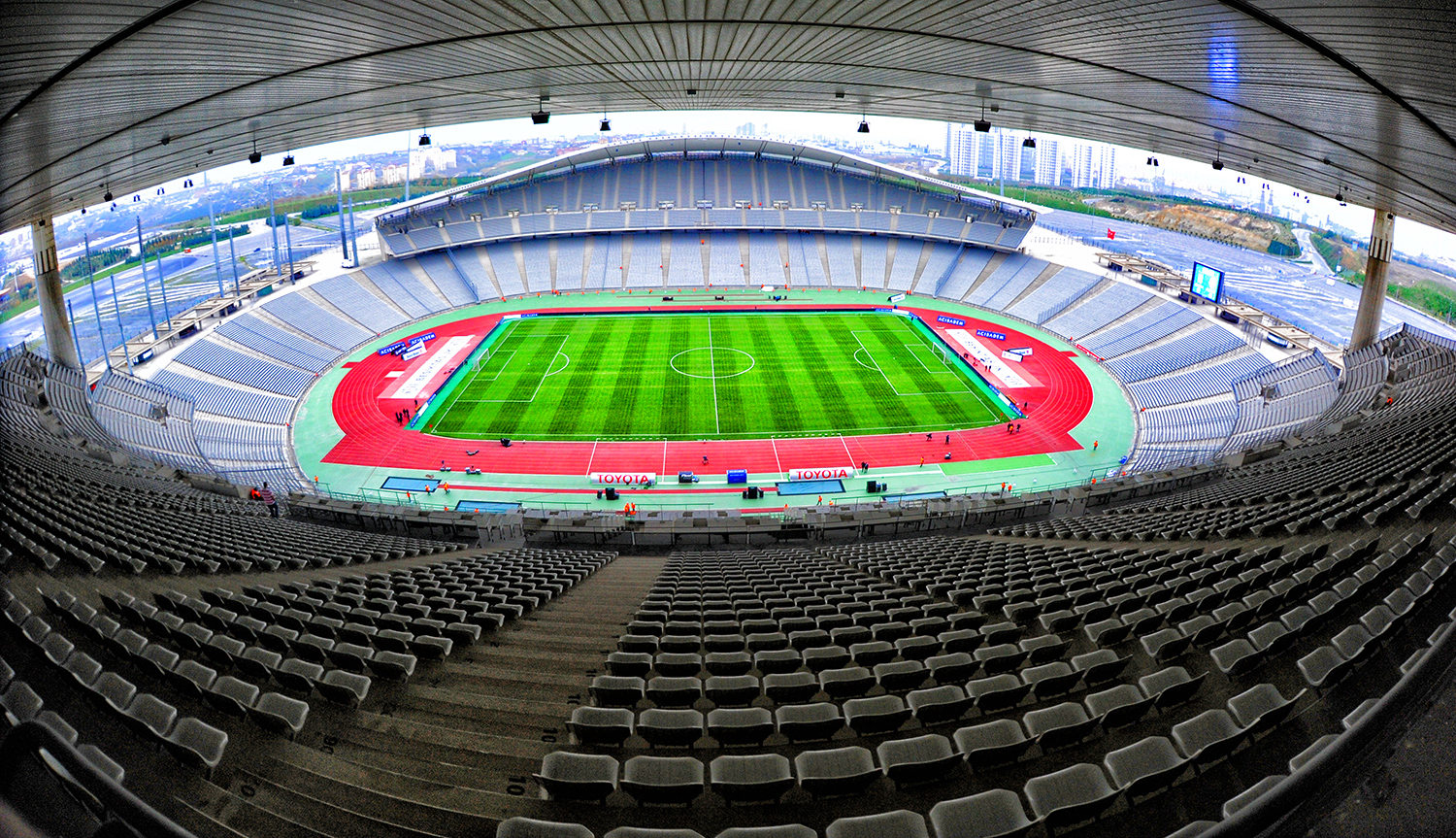
ملعب أتاتورك الأولمبي، في بشاق شهر، إسطنبول.
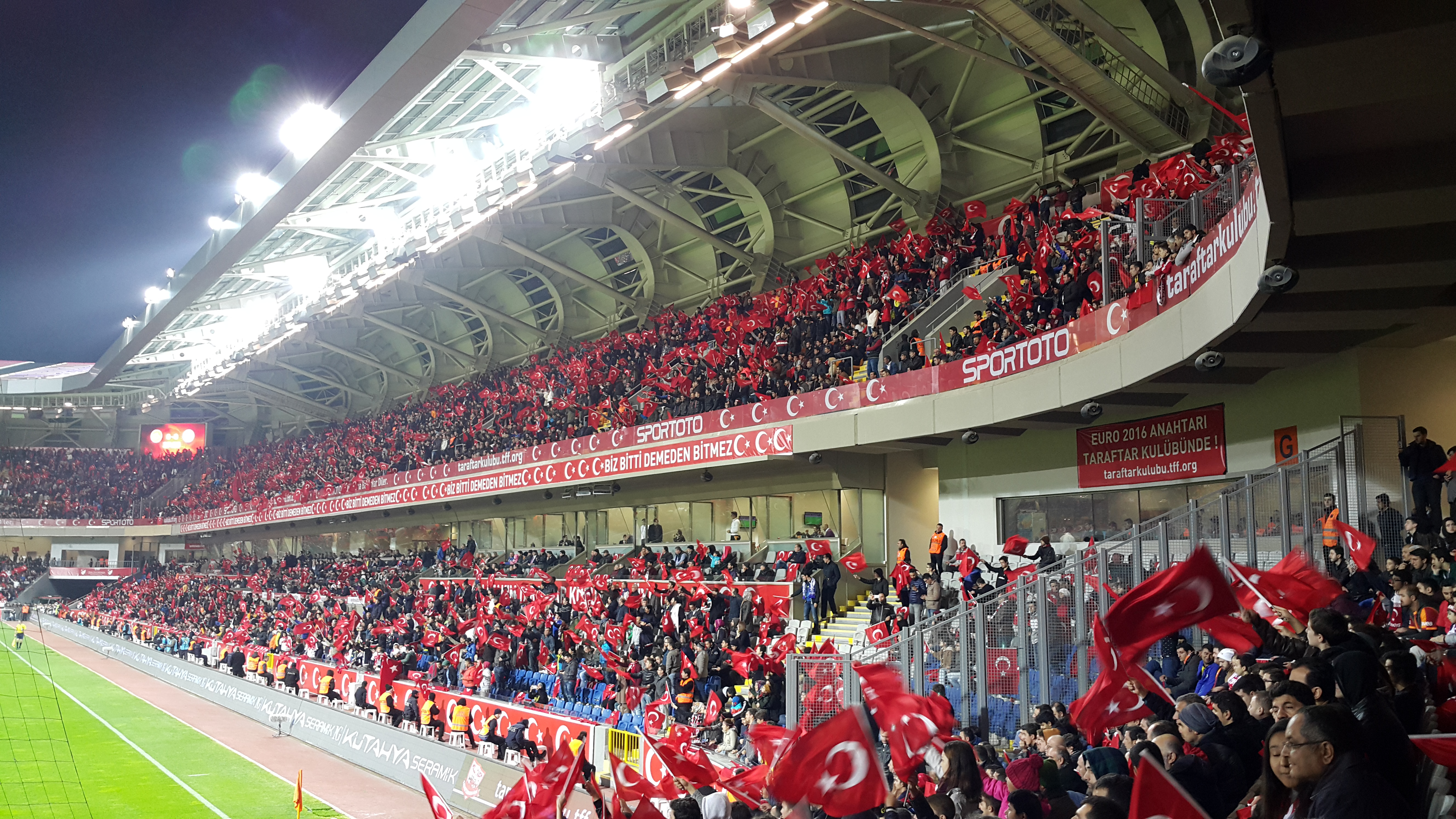
مباراة كرة القدم بين اليونان وتركيا، 17 نوفمبر 2015م بملعب فاتح تريم في بشاق شهر. فازت تركيا 3-0 على اليونان.